# Parides hahneli
Parides hahneli là một loài bướm ngày trong họ Papilionidae. Đây là loài bản địa Brasil ở các bang Rondônia, Mato Grosso, Amazonas, và Pará, nơi chúng được đưa vào danh sách các loài bị nguy cơ vào năm 2008. Loài bướm này được đặt tên theo Paul Hahnel.

## Hình ảnh

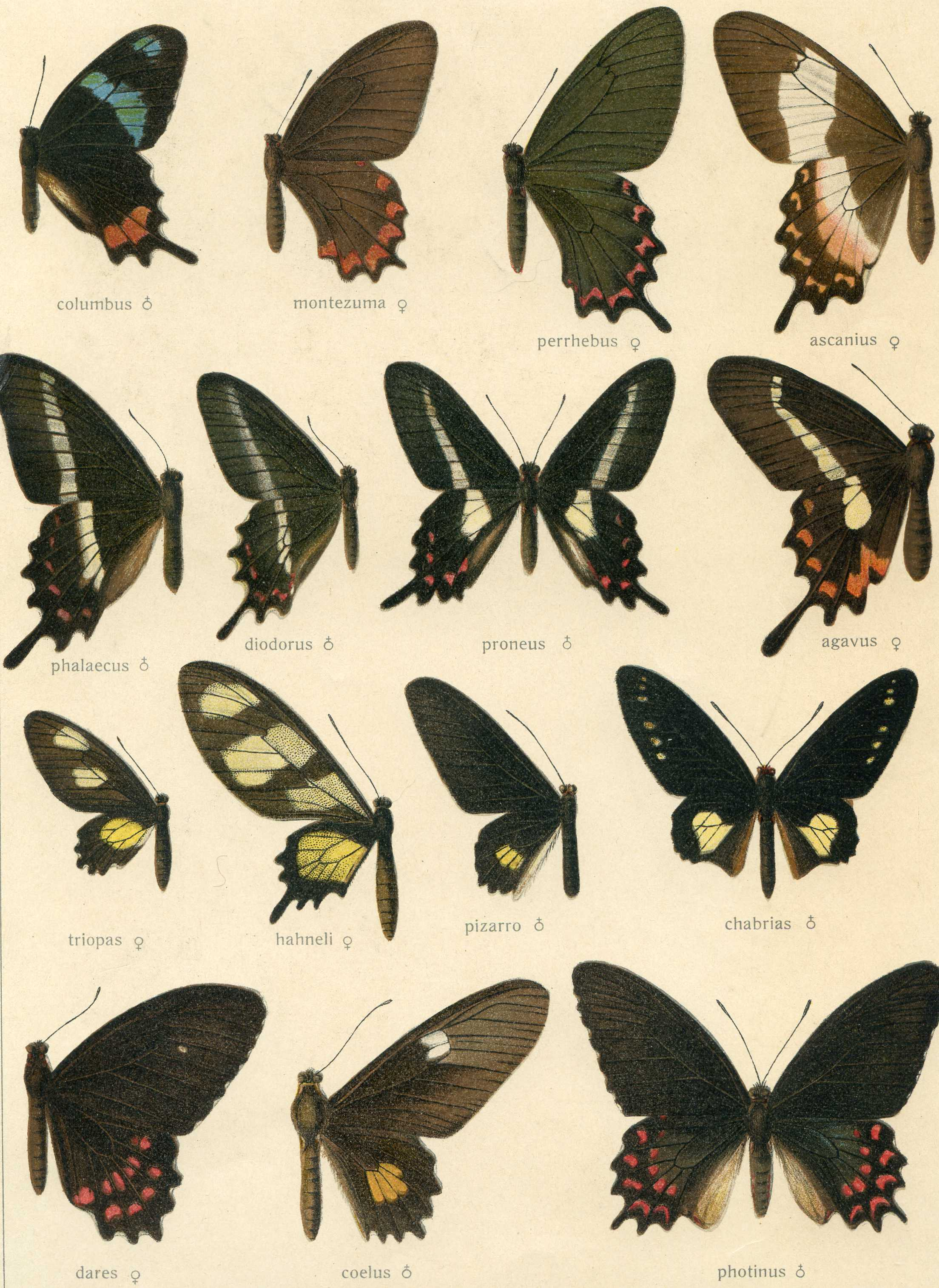
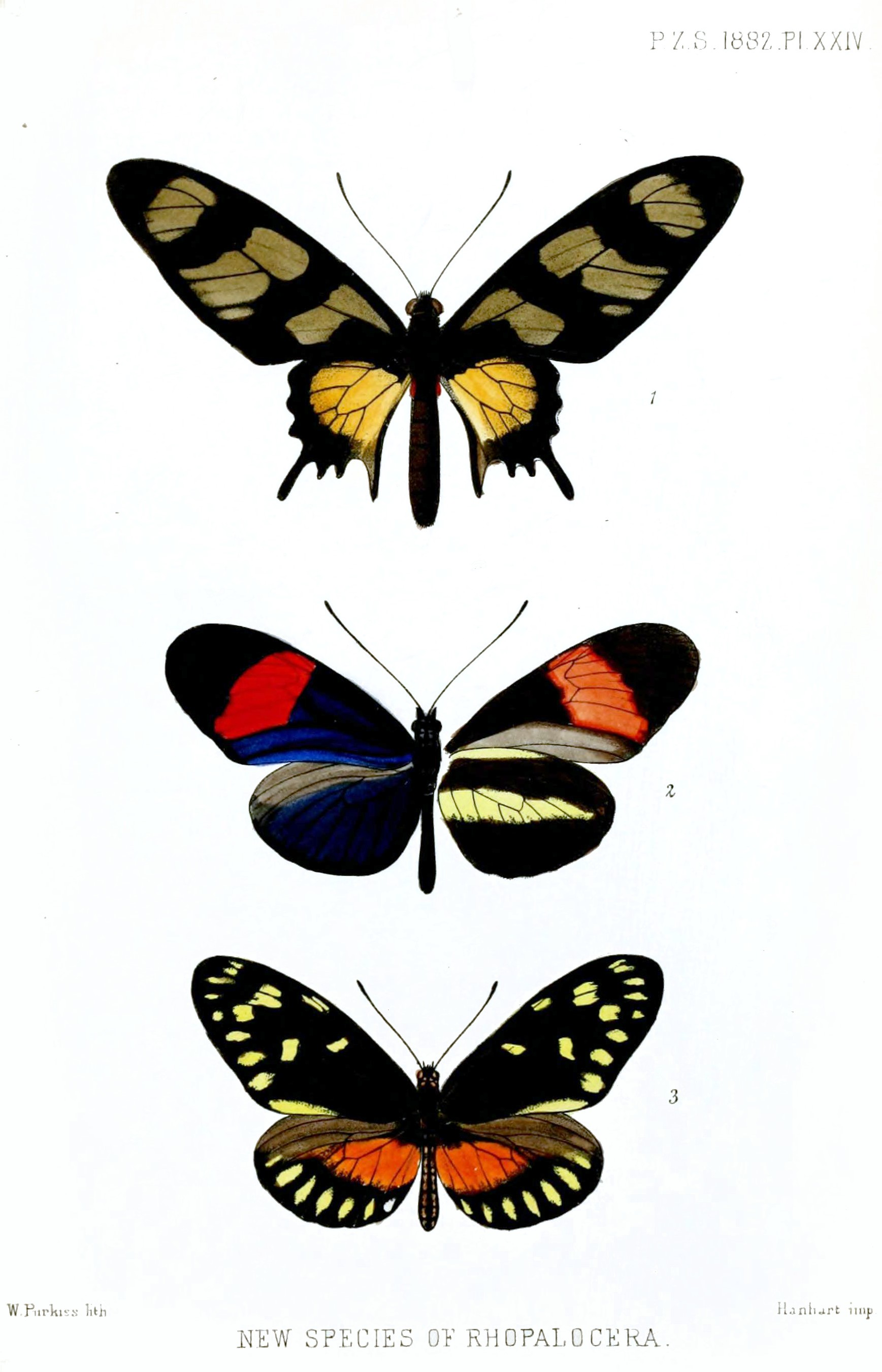

- Tập tin:Stamps of Germany (DDR) 1978, MiNr 2370.jpg